# FT Records
FT Records je brněnské hudební vydavatelství Pavla Kopřivy z kapely Folk Team.
Vzniklo v roce 1991 a funguje dosud. Hned zpočátku se uvedlo vydáním reedice desek Karla Plíhala Karel Plíhal 1985-89 a záznamu Plíhalova koncertu na albu Takhle nějak to bylo....
Vydavatelství vydalo alba např. AG Fleku, Vlasty Redla, Bokomary, Čankišou, Slávka Janouška, Pavla Helana, Emila Pospíšila či reedice desek skupiny Progres 2.